# Rajko Kojić
Radislav "Rajko" Kojić, srbski glasbenik in kitarist, * 12. april 1956, Jarkovac, † 11. april 1997, Beograd.
Kojić je najbolj znan kot nekdanji član in kitarist srbske rock-glasbene skupine Riblja Čorba. V skupini je igral od ustanovitve leta 1978 do leta 1984. 

## Biografija

### Zgodnje življenje
Rajko Kojić se je rodil 12. aprila 1956 v Jarkovcu. Odraščal je kot edini sin v razmeroma skromni družini, a že po končani osnovni šoli je v zgodnjih srednješolskih letih imel velik navdih in talent za glasbo in kitaro. Njegov gimnazijski prijatelj Boba Kneževič je to opazil že takrat in dejal: "Rajko je bil ljubitelj glasbe in kitare, imel je velik talent. Znal je sestaviti improzivacijo in že takrat sem vedel, da bo odličen kitarist. Predvajal je vsaj tri tone, vendar si jih je zapomnil v ušesih. Glasbi, ki jo je igral, je znal podariti nekaj lepega. V teh tonih, tista kitara." Kojić je obiskoval tudi glasbeno šolo, ki jo je končal leta 1972.

### Glasbena kariera
Kojić je svojo glasbeno kariero začel leta 1973 kot kitarist skupine Demoni z Jarkovca. Ker skupina ni imela bas kitarista, je Kojić včasih igral bas kitaro. Leta 1974 se je pridružil skupini MBG. Z MBG je odigral le tri koncerte, preden se je konec leta 1975 preselil v Beograd. Leta 1976 je Kojić ustanovil skupino MBG II z drugim nekdanjim članom MBG Borivojem Kneževićem. Kojić je kmalu spoznal Momčila Bajagića, s katerim je ustanovil skupino Glogov Kolac, ki je v Uljmi nastopila le enkrat. Ko je Glogov Kolac razpadel, se je Kojić pridružil skupini SOS pod vodstvom Miše Aleksića. Leta 1978 so člani SOS, Rajko Kojić, Miša Aleksić in Vicko Milatović, skupaj z nekdanjim članom skupine Rani, Bora Đorđevićom, ustanovili eno najbolj znanih glasbenih skupin v nekdanji Jugoslaviji in v Srbiji, Riblja Čorba. Ta glasbena skupina je z izdanim singlom "Lutka sa naslovne strani" izjemno uspela in kmalu se je na Kojićev predlog skupini pridružil še Momčilo Bajagić. V času, ko je Riblja Čorba napredovala z izdajami svojih signlov in albumov, je Kojić veljal za zelo nadarjenega skladatelja. 
V času sodelovanja v Riblji Čorbi je bil Kojić večinoma miren, nevsiljiv in skromnega značaja, čeprav se je v medijih redko pojavljal. Zaradi njegovega nevsiljivega značaja je bil Kojić izjemno priljubljen med vsemi člani Riblje Čorbe, pa tudi med drugimi glasbeniki in pevci. 
Leta 1983, ko Riblja Čorba ni izdala nobenega albuma, je Kojić izdal svoj samostojni singl "Ne budi me bez razloga", v katerem je napisal 4 pesmi. Drugi člani Riblje Čorbe so gostovali v intervjuju za ta album. Na koncertu je pri igranju klaviature nastopil tudi Laza Ristovski. Leta 1984 sta Kojić in Bagajić zapustila Ribljo Čorbo, zamenjala pa sta ju Vidoja Božinović in Nikola Čuturilo. Po odhodu iz Riblje Čorbe se je Kojić posvetil solo karieri in sodeloval le v nekaj projektih: Poučeval je igranje kitare v beograjski šoli Braća Stamenković, leta 1986 je gostoval ob izdaji albuma Bajaga in Instruktori Jahači magle, leta 1987 je napisal del pesmi folklorne skupine Svilen Konac "Sad ljubavi više nema" in gostoval v oddaji Indijanci z istoimenskim albumom, izdanim leta 1995.

### Smrt
Leta 1984 je Rajko Kojić, tako kot mnogi drugi glasbeniki, ki so začeli zauživati razna mamila (mednjimi tudi heroin), tudi on začel močno zauživati heroin, od katerega je postal popolnoma odvisen. Odvisnost od heroina je postal eden glavnih razlogov, da je mogel leta 1984 zapustiti Ribljo Čorbo. Potem, ko se je začel ukvarjati s solo kariero, se je poskušal znebiti heroina, vendar mu to ni uspelo. Sredi devetdesetih let je Kojić postal tako odvisen od heroina, da se je z glasbo zelo malo ukvarjal. Spomladi 1997 se je njegovo zdravje tako zelo poslabšalo, da je bil premeščen v beograjsko bolnišnico. Umrl je 11. aprila 1997 v beograjski bolnišnici, star 40 let. Pokopan je bil v svoji rojstni vasi Jarkovec. 

## Diskografija

### Riblja Čorba

#### Studio albumi
- Kost u grlu (1979)
- Pokvarena mašta i prljave strasti (1981)
- Mrtva priroda (1981)

- Buvlja pijaca (1982)

- Večeras vas zabavljaju muzičari koji piju (1984)

### Albumi živo
- U ime naroda (1982)

### Singli
- "Lutka sa naslovne strane" / "On i njegov BMW" (1978)

- "Rock 'n' Roll za kućni savet" / "Valentino iz restorana" (1979)

- "Nazad u prljavi veliki grad" / "Mirno spavaj" (1980)

- "Kad hodaš" / "Priča o Žiki Živcu" (1984)

### EPs
- Ne budi me bez razloga (1983)